# Karl Lambert
El Conde Karl Karlovich Lambert (en ruso: Карл Карлович Ламберт; en francés: Charles-Alexandre comte de Lambert; 1815 - 20 de julio de 1865) fue un General de Caballería ruso y Namestnik del Reino de Polonia entre agosto y octubre de 1861.
Entre 1840 y 1844, luchó contra montañeses chechenos durante la Guerra del Cáucaso. En 1848, se convirtió en jefe de Estado Mayor del II Cuerpo Ruso que suprimió la Revolución húngara de 1848.
El 14 de octubre de 1861, instituyó la ley marcial en el territorio del Congreso de Polonia.